# Red Sonja
Red Sonja ist eine 1973 erfundene Comicfigur, die seit 1977 zunächst sporadisch, seit 2005 feste Protagonistin eines gleichnamigen Fantasy-Comics ist. Ihr Spitzname ist „Teufelin mit einem Schwert“ (englisch: she-devil with a sword).

## Geschichte

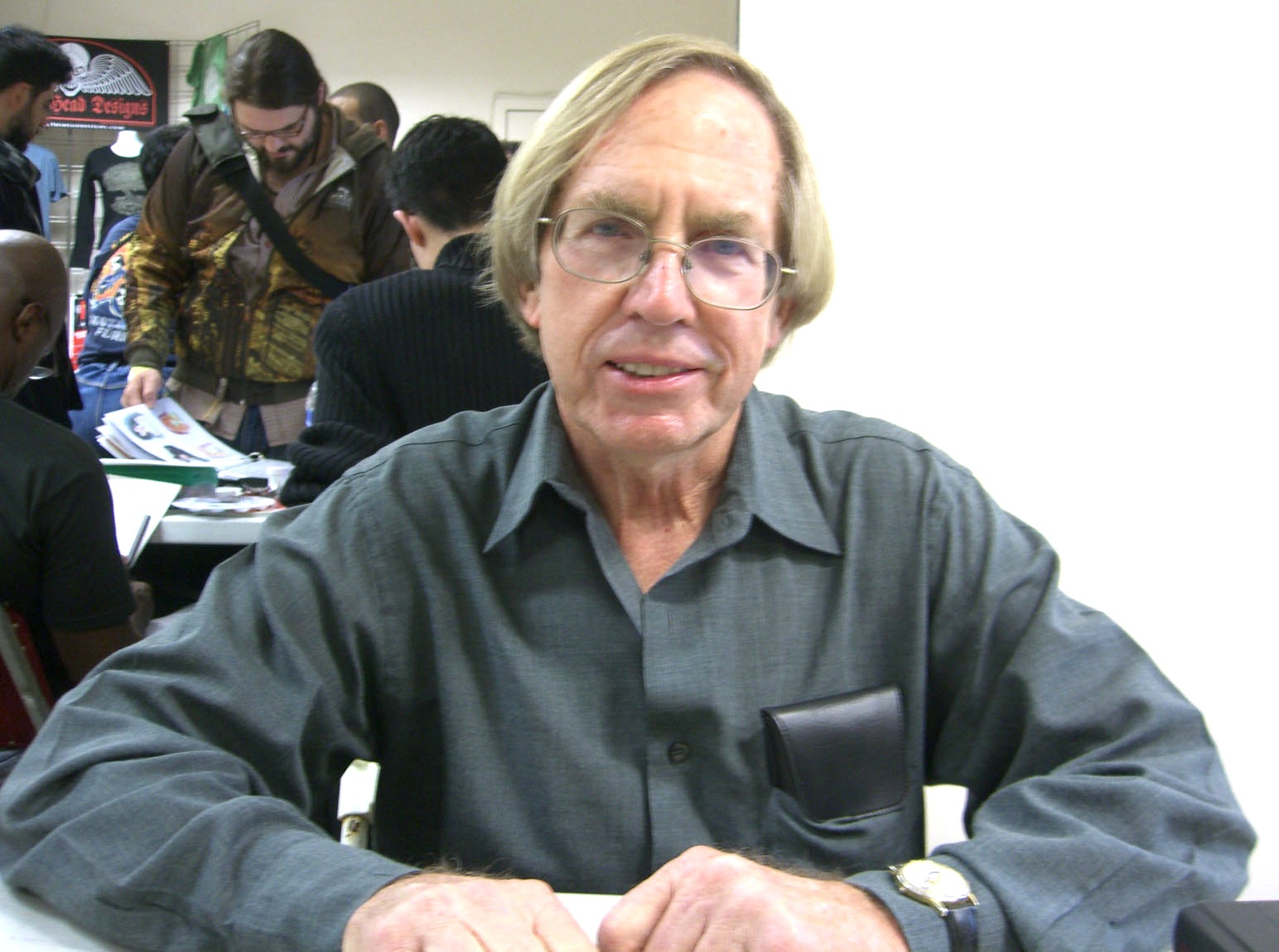
Roy Thomas (2008) – der Erfinder von Red Sonja

Im Jahre 1934 schrieb der Fantasyautor Robert E. Howard eine Kurzgeschichte namens The Shadow of the Vulture mit der Figur der „Red Sonya of Rogatino“ (man beachte das „y“), einer kriegerischen, rothaarigen Pistolenschützin. Als Comicautor Roy Thomas für Marvel Comics 1973 die Ausgabe Conan der Barbar #23 schrieb, nahm er Red Sonya als Inspiration für einen neuen Charakter, der ebenfalls rothaarigen Schwertkämpferin Red Sonja. Zeichner Barry Windsor-Smith illustrierte sie als eine muskulöse, attraktive Barbarin, die ihren Körper lediglich mit einem knappen chainmail bikini (dt.: Kettenrüstungsbikini) bedeckte. Dieses Outfit erreichte bald Kultstatus und wurde seither von sämtlichen Zeichnern beibehalten. Die Ähnlichkeit zwischen „Red Sonja“ und „Red Sonya“ führte später zu rechtlichen Problemen, die erst 2008 endgültig gelöst wurden (s. u.).
Red Sonja erwies sich als populär und etablierte sich als wichtige Nebenfigur in Conan der Barbar. Im Jahre 1975 wurde Red Sonjas Hintergrundgeschichte in der Spinoffserie Kull der Eroberer (Ausgabe #3) vorgestellt. Danach lebt Sonja als Teenager friedlich mit ihrer Familie in Westhyrkania, bis sie von Söldnern überfallen werden, die alle bis auf Sonja töten und sie vergewaltigen. Die „rote Göttin“ Scathach (Anspielung auf die gleichnamige keltische Kriegerprinzessin) nimmt sich ihres Rachedursts an und verleiht ihr sagenhafte Schwertkampfkünste, im Austausch für den Schwur, nie mit einem Mann zu schlafen, es sei denn, er besiegt sie in einem fairen Zweikampf.
Im Jahre 1977 veröffentlichte Marvel Comics die erste Serie von Red Sonja, in der Red Sonja Hauptfigur in ihrer eigenen Serie war. Von dieser Serie wurden 15 Ausgaben publiziert, in denen die Autoren den von Marvel Comics schon 1972 erfundenen, aber bis dato eher in der Serie X-Men verwendeten Schwarzmagier Kulan Gath als Red Sonjas Erzfeind etablierten. Danach tauchte Red Sonja als Nebenfigur in Conan auf, bis 1983 die zweite und dritte Red-Sonja-Reihe gestartet wurden, von denen in der zweiten Reihe zwei Ausgaben und in der dritten 13 Ausgaben veröffentlicht wurden. Nach Ende dieser Serien tauchte Red Sonja weiterhin bei Conan auf, bis Marvel die Serie 1995 einstellte.
Im Jahre 2005 startete Dynamite Entertainment in Kooperation mit Marvel die vierte Red-Sonja-Reihe. In dieser Serie, die bis heute ununterbrochen fortgeführt wird, ließ Autor Brian Reed Red Sonja in Ausgabe 34 (2008) im Kampf gegen Kulan Gath sterben und 20 Jahre später im Körper einer entfernten Verwandten wiederauferstehen. Die neue Red Sonja ist eine junge, glücklich verheiratete Adlige, deren Ehemann Daniel von Piraten erschlagen wird. Sie will seinen Tod rächen und trifft Osin, der selbst eine Reinkarnation eines Barden ist, der mit der alten Red Sonja gut befreundet war. Unter ihm trainiert sie sich eine große Kampfkunst an, die aber noch nicht an die ihrer Vorgängerin heranreicht.
Im Mai 2019 startete ein Crossover mit Dynamite-Entertainment-Charakter Vampirella und den Archie-Comics-Charakteren Betty Cooper und Veronica Lodge. Die Serie endete im Juli 2020, ließ aber die Möglichkeit einer Fortsetzung offen. Eine zweite Serie mit Red Sonja und Vampirella im Mittelpunkt startete im September 2019 und lief bis Dezember 2020.

## Preise
- Academy of Comic Book Arts Awards: Best Individual Story (Dramatic). The Song of Red Sonja. Roy Thomas und Barry Smith (1973).
- Dynamite Entertainment: „Best New Publisher“ (2005) für Red Sonja (Vol. 4)

## Kräfte, Aussehen und Kontroversen

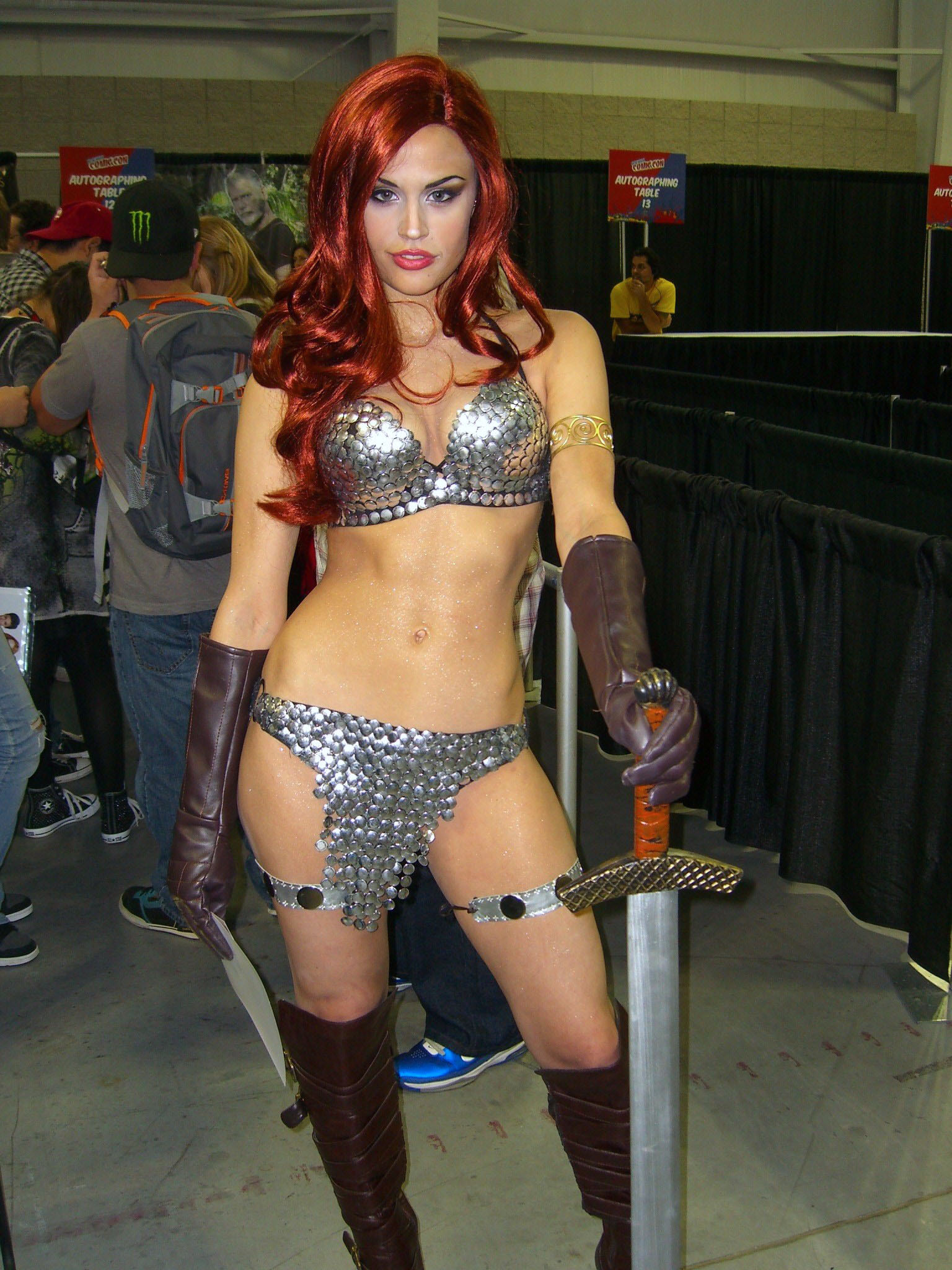
Cosplayerin im typischen Red Sonja-Metallbikini

Red Sonjas bis heute gültige Hintergrundgeschichte wurde 1975 erzählt, nach der ihre Familie von Söldnern massakriert und sie als einzige Überlebende von ihnen vergewaltigt wurde. Die Göttin Scathach nahm sich ihrer Forderung nach Rache an. Sie verlieh ihr sagenhafte Schwertkampfkünste im Tausch für den Eid, sich niemals einem Mann hinzugeben, es sei denn, er besiegt sie im fairen Zweikampf. Red Sonja wurde durchgehend als „kriegerische, überirdisch schöne Barbarenkriegerin mit einer erotischen und unpraktisch knappen Rüstung“ (archetypical example of … a fierce and stunningly beautiful female barbarian who typically wears sexy, but impractically skimpy armor) dargestellt, die kaum mehr als einen Metallbikini trägt. Seit der vierten Reihe von Red Sonja wird dies innerhalb der Comics damit erklärt, dass Red Sonja sich ihrer Wirkung auf ihre meist männlichen Gegner bewusst ist und deren Erregung ausnutzt, um sie leichter besiegen zu können. Red Sonjas typischer Metallbikini wurde eher zufällig vom spanischen Zeichner Esteban Maroto angeregt, wurde schnell populär und erlangte schnell Kultstatus. Diese Kleidung wurde sowohl für Fantasy-Pin-Ups verwendet (u. a. von Boris Vallejo) als auch des Öfteren in Parodien erwähnt. Auf Comic-Conventions wird dieser Metallbikini gerne für Cosplay verwendet, ähnlich wie bei Prinzessin Leia aus Star Wars.
Die Tatsache, dass Red Sonja ihre Kräfte aus einer Vergewaltigung bekommt und sich nur einem Mann hingeben kann, der sie besiegt, ist bis heute umstritten. Der Comicautor Peter David bezeichnete ihre Entstehungsgeschichte als „unheimlich“, da für ihn klar sei, dass Red Sonja nur mit einem Mann eine Familie gründen könne, der sie körperlich unterwerfen könne. Dass Red Sonja nach ihrer Vergewaltigung so aufreizend herumläuft, weil sie laut den Comics damit alle unanständigen (!) Männer quälen will, sahen Kritiker als „unrealistisch und heuchlerisch“. Comickritiker Mark Morrison verglich hingegen ihre Entstehungsgeschichte mit der von Batman, der ebenfalls als Kind ein schreckliches Trauma erlebt (Mord an seinen Eltern), und sieht keinen Widerspruch. Zudem argumentiert er, dass Red Sonja kein Beispiel für Sexismus, sondern viel mehr für Feminismus sei, da sie trotz ihrer Vergewaltigung mit ehrenhaften Männern (wie z. B. Conan oder Kull) zu Freundschaft und Romantik fähig ist; nie impliziert wird, dass sie ihre Kräfte verliert, wenn sie besiegt wird; und von den Autoren fortwährend so geschrieben ist, dass sie ihre Schönheit nicht einsetzt, um sich zu unterwerfen, sondern um zu dominieren.
Die aktuelle Interpretation von Red Sonjas Entstehungsgeschichte stammt aus Red Sonja #12 (Vol.4) (2006) von Michael Avon Oeming. Das Fanzine Comics Bulletin lobte Oemings „Kompromisslosigkeit, mit der die Vergewaltiger als die Monster dargestellt werden, die sie wirklich sind“, dass die Vergewaltigung explizit nicht als „vorbestimmtes Schicksal, sondern als tragisches Unglück“ interpretiert wird und das Motiv der Göttin Scathach nicht Rache ist, sondern Gerechtigkeit. Comics Bulletin gab der Story fünf von fünf Sternen. Die derzeitige Interpretation zum Verhältnis zwischen ihrer Schwertkunst und ihrer Keuschheit stammt aus Red Sonja #31 (Vol.4) (2008), in der sich Red Sonja in den weisen, aber ihr im Kampf unterlegenen König Teran verliebt: die Göttin Scathach zeigt Verständnis, aber bittet sie „zu bedenken, wie einzigartig ihre Gabe sei“. Als sich Red Sonja trotzdem zu Teran legen will, wird er von Meuchelmördern angegriffen, die Red Sonja mit ihrer Schwertkunst besiegt – die sie nach einer Liebesnacht mit ihm verloren hätte. Schweren Herzens trennt sie sich von ihm, da sie nicht will, dass „Teran und viele andere Unschuldige sterben müssen, nur weil Red Sonja nicht mehr da ist“.
Ein weiterer Kritikpunkt ist Red Sonjas knapper Metallbikini. Während der 1970er Jahre wurde sie häufig nur als „Hingucker“ gebraucht, der ansonsten wenig zur Handlung beitrug, weswegen Red Sonja von Feministinnen als Beispiel für Sexismus in der Comicindustrie kritisiert wurde. Mit der Zeit wurde sie aber als starker, unabhängiger Charakter interpretiert, die so selbstbewusst „Kampfkraft, Willensstärke und Schönheit“ gegen ihre männlichen Gegner einsetzt, dass sie heute nach Meinung auch als Beispiel für emanzipierte Frauen durchgeht.
In einem Artikel des Comicfanzines Sequential Tart analysierte Rebecca Buchanan kritisch die Glaubwürdigkeit einer „großgewachsenen Heldin mit gigantischem Schwert und einem Metallbikini, der kaum die üppigen Kurven bedeckt“. Der Gedanke, dass Red Sonja vor allem als Vehikel für „männliche Trieberfüllung“ gelte, werde durch Red Sonjas „Stärke, Kampfkunst und Tatkraft“ relativiert, mit der sie Schurken „bedenkenlos die Köpfe abschlägt“. Sie lobt vor allem, dass Red Sonja stark genug ist, sich nicht von ihrer Vergewaltigung zerstören zu lassen. Da sie ihren Sexappeal (oft selbstironisch) nutzt, um Männer zu unterwerfen, sieht Buchanan sie als „Beispiel für Selbstdisziplin, Tapferkeit, Mitleid, Stärke, Witz und gerechten Zorn“ und als „feministische Heldin“.

## Film- und Serienauftritte
1985 wurde der Film Red Sonja mit Brigitte Nielsen als Red Sonja und Arnold Schwarzenegger als Kalidor gedreht, der Red Sonjas ursprüngliche Entstehungsgeschichte beibehält und sie gegen die böse Königin Gedren kämpfen lässt. Der Film floppte, wurde von der Kritik verrissen und brachte Nielsen eine Nominierung für die Goldene Himbeere ein.
1998 hatte Red Sonja einen Kurzauftritt in der Serie Conan, der Abenteurer, in der sie von Angelica Bridges porträtiert wurde.
2025 erschien eine weitere Verfilmung.

## Veröffentlichungen

### Liste der deutschsprachigen Comic Alben (Panini Verlag)
- Red Sonja vs. Thulsa Doom, 2008, ISBN 978-3-86607-586-3
- Red Sonja vs. Thulsa Doom 2, Götterdämmerung, 2009, ISBN 978-3-86607-736-2
- Red Sonja – Königin der Eiswüste, 2008, ISBN 978-3-86607-713-3
- Red Sonja – Auf Reisen, 2009, ISBN 978-3-86607-861-1
- Red Sonja – Savage Tales, 2010, ISBN 978-3-86607-746-1
- Marvel Crossover 1: Red Sonja / Spider-Man, 2008

- Red Sonja, Die Teufelin mit dem Schwert: Die Schwertkämpferin, 2008, ISBN 978-3-86607-547-4
- Red Sonja, Die Teufelin mit dem Schwert: Die Tochter des Pfeilmachers, 2008, ISBN 978-3-86607-585-6
- Red Sonja, Die Teufelin mit dem Schwert: Die Rückkehr des Hexers, 2009, ISBN 978-3-86607-734-8
- Red Sonja, Die Teufelin mit dem Schwert: Bestien, 2009, ISBN 978-3-86607-860-4
- Red Sonja, Die Teufelin mit dem Schwert: Welt in Flammen, 2010, ISBN 978-3-86607-737-9
- Red Sonja, Die Teufelin mit dem Schwert: Im Reich des Todes, 2010, ISBN 978-3-86607-745-4
- Red Sonja, Die Teufelin mit dem Schwert: Die Wiedergeburt einer Kriegerin, 2011, ISBN 978-3-86201-058-5
- Red Sonja, Die Teufelin mit dem Schwert: Die Spur der Blutdynastie, 2011, ISBN 978-3-86201-215-2
- Red Sonja, Die Teufelin mit dem Schwert: Der Fluss aus Licht, 2012, ISBN 978-3-86201-241-1

### Liste der deutschsprachigen Romane von David C. Smith & Richard L. Tierney
- Die Rote Sonja 1: Der Ring von Ikribu, 1985 Heyne, ISBN 3-453-31257-0,  Red Sonja 1: The Ring Of Ikribu, 1981
- Die Rote Sonja 2: Die Nacht der Dämonen, 1985 Heyne, ISBN 3-453-31260-0, Red Sonja 2: Demon Night, 1982
- Die Rote Sonja 3: Die Hölle lacht, 1985, Heyne, ISBN 3-453-31263-5, Red Sonja 3: When Hell Laughs, 1982
- Die Rote Sonja 4: Endithors Tochter, 1986, Heyne, ISBN 3-453-31266-X, Red Sonja 4: Endithors Daughter, 1982
- Die Rote Sonja 5: Der Prinz der Hölle, 1986, Heyne, ISBN 3-453-31269-4, Red Sonja 5: Against The Prince Of Hell, 1983
- Die Rote Sonja 6: Der Stern des Untergangs, 1986, Heyne, ISBN 3-453-31272-4, Red Sonja 6: Star Of Doom, 1983

## Rechtsstreit:Red Sonja LLC V. Paradox Entertainment Inc
2006 entstand ein Rechtsstreit zwischen der Red Sonja LLC, der alle Rechte am Charakter Red Sonja gehören, und Paradox Entertainment, die alle Rechte an den Werken von Robert E. Howard (und somit auch Red Sonya) halten. Anfang 2008 kam es dann zu folgender Regelung:
- Red Sonja LLC zahlte Paradox einen Symbolbetrag von einem US-Dollar, so dass Red Sonja LLC sowohl an Red Sonja als auch Red Sonya alle Rechte hält.
- Paradox zahlte Red Sonja LLC einen Symbolbetrag von einem US-Dollar, so dass Paradox alle Rechte an der Kurzgeschichte The Shadow of the Vulture hält.
- An allen Conan-Veröffentlichungen hält Paradox weiterhin alle Rechte, aber erlaubt Red Sonja LLC, Comics mit Red Sonja in diesem Universum zu veröffentlichen.